# بطولة أنطاليا المفتوحة
بطولة أنطاليا المفتوحة هي بطولة تنس تقام في أنطاليا،تركيا وهي ضمن بطولات رابطة محترفي التنس 250 نقطة.أنطلقت البطولة لأول مرة في يونيو 2017.